# Tajna Rada Tajlandii

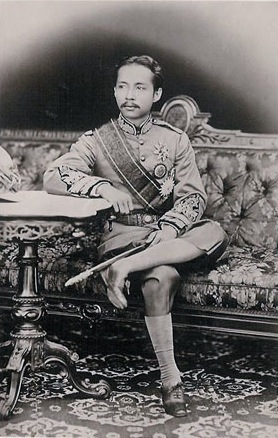
Król Chulalongkorn, twórca Tajnej Rady Tajlandii

Tajna Rada Tajlandii – ciało doradcze władcy Tajlandii.
Utworzone zostało w 1874 przez króla Chulalongkorna. Wchodzi do niego szereg osób powoływanych bezpośrednio przez monarchę. Jego zadaniem jest wspieranie króla w wykonywaniu obowiązków przypisanych mu jako głowie państwa. Członkowie Tajnej Rady nie mogą piastować jakiejkolwiek innej funkcji publicznej. Powinni zachowywać bezstronność i polityczną neutralność. Nie mogą również należeć do jakiejkolwiek partii politycznej.
W sytuacji gdy król umiera bądź gdy tron zostaje opróżniony w innych okolicznościach, to właśnie do Tajnej Rady należy obowiązek powołania nowego władcy. W okresie bezkrólewia (interregnum) przewodniczący Rady, jako regent, tymczasowo wykonuje konstytucyjne obowiązki monarchy.
We współczesnej tajskiej monarchii jej rola wykracza poza zwyczajowe doradzanie monarsze czy zbieranie dlań informacji. Zdecydowane wzmocnienie pozycji politycznej Rady przypisuje się przede wszystkim panującemu do 2016 królowi Bhumibolowi Adulyadejowi. Rada czynnie angażuje się w obronę interesów monarchii, dba również o propagowanie należytego jej wizerunku w społeczeństwie. Posługuje się przy tym nierzadko prawem obrazy majestatu.
Przewodniczącym Tajnej Rady jest generał Surayud Chulanont. Został powołany na to stanowisko przez króla Maha Vajiralongkorna w 2020.